# Torgslaget

Kolorerad teckning av Literat Reimers / Nasjonalbiblioteket.

Torgslaget, också känt som Torveslaget, inträffade den 17 maj 1829. Då satte den svenske riksståthållaren i Norge, greve Baltzar von Platen, in militär mot studenter och andra personer som firade den norska grundlagsdagen i Kristiania (idag Oslo).

## Historik

### Bakgrund
År 1814 förenades Sverige och Norge i den svensk-norska unionen. Redan tidigt under unionstiden började den 17 maj, dagen då Eidsvollförfattningen skrevs under, att firas som norsk nationaldag. Detta retade den svenske kungen Karl XIV Johan, som betraktade firandet som en demonstration mot kungahuset och som ett förhärligande av hans danske rival Kristian Fredrik.
Riksståthållaren i Norge, Baltzar von Platen, utfärdade på våren 1828 ett mycket omstritt cirkulär till Norges högre ämbetsmän angående firandet av den 17 maj. Han argumenterade för att den dag, som enligt honom var roten och upphovet till att brödrablod flutit, inte borde högtidlighållas som nationaldag. Den borde tvärtom glömmas. En tid därefter kom Karl Johan till Kristiania och lät i mycket bestämda ordalag stortinget veta att han betraktade firandet som en förnärmelse mot unionen och därför inte längre tänkte tillåta det. För att ge mera effekt åt sina ord hade han själv sammandragit en del trupper, och andra hölls marschfärdiga. Då föll stortinget undan för kungens vilja och beslöt att inte högtidlighålla nästa 17 maj.
För det stora flertalet av Norges folk hade 17 maj-firandet inte så stor betydelse att man vågade riskera väcka kungens vrede för den sakens skull. Men ungdomen var mer hetlevrad och kunde inte försona sig med tanken på att det skulle vara något galet i att högtidlighålla den dag då folket fått sin lagbundna frihet. Särskilt fanns bland studenterna en krets som orubbligt höll på 17 maj-firandet. I början av 1829 lyckades en talare vid ett glest besökt sammanträde inom Studentersamfundet få till stånd ett beslut om att den 17 maj i framtiden skulle vara en av kårens fasta högtidsdagar.

### "Slaget"

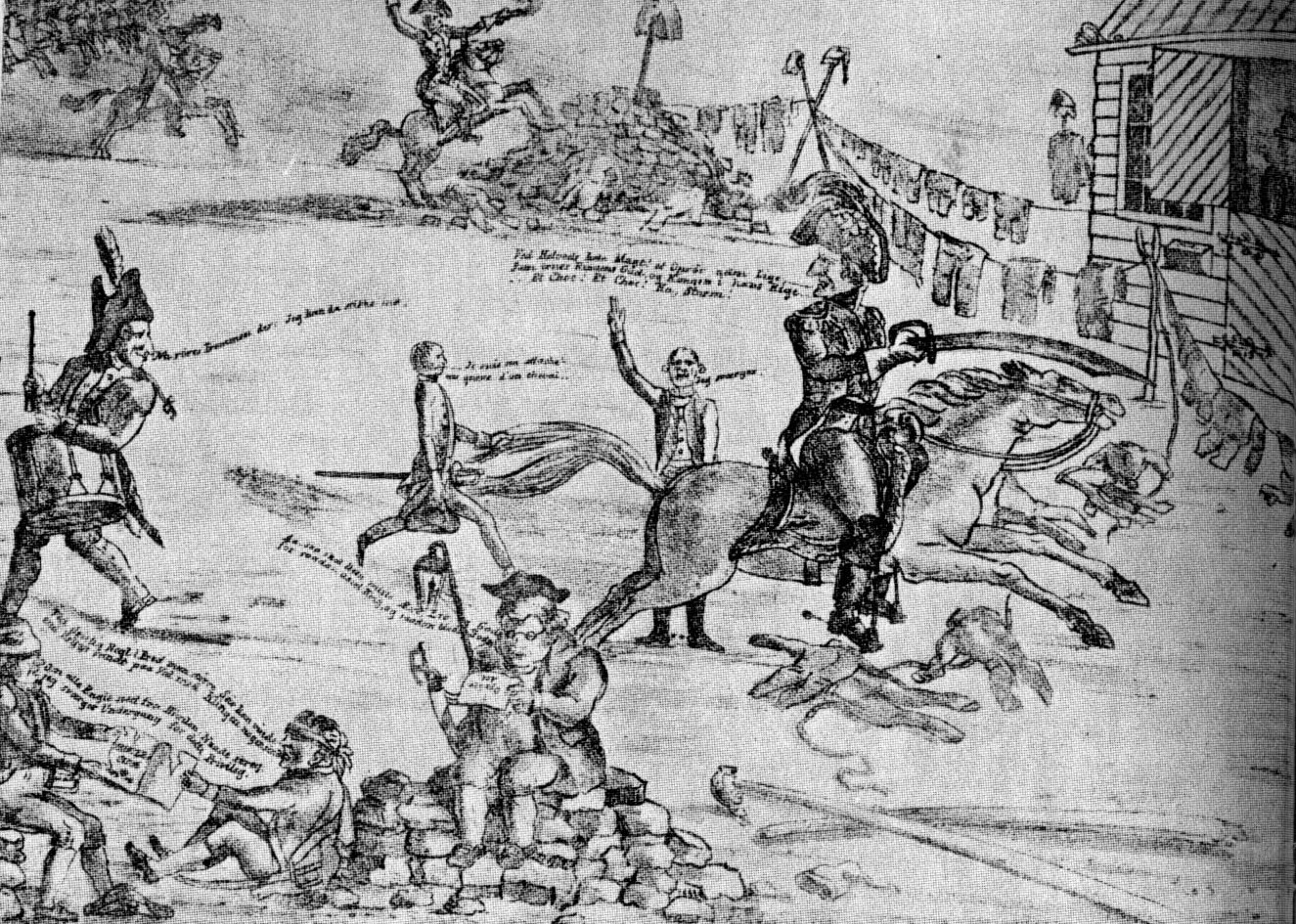
Henrik Wergelands teckning av Torgslaget.

Den 17 maj 1829 var en solig dag med vackert väder, och stora skaror av människor var ute för att njuta av vårluften. Studentersamfundets fest försiggick samtidigt lugnt bakom stängda dörrar. Men på Stortorget i Kristiania blev det folkskockning fram på kvällen. Polismästaren och hans adjutant försökte övertala folkmassan att skingra sig, men fick hånfulla skrän och visslingar som svar. När klockan blev 22 förklarade polismästaren högt och ljudligt för dem som samlats på torget att de nu måste gå hem. Annars skulle han bli tvungen att använda hårdare medel. Då hotet inte fick avsedd verkan fick, med von Platens medgivande, militär med kavalleri rycka ut.
Snart var torget rensat och lugnet återställt på gatorna. Flera personer hade blivit kullridna och somliga fått skråmor, men ingen hade blivit allvarligt skadad trots att kavalleristerna farit rätt vårdslöst fram.

### Följder
"Torgslaget" blev snabbt ett agitationsämne i den norska pressen, och det beskrevs som ett oerhört svenskt övergrepp mot det norska folkets frihet. Dagen efter händelsen vimlade tidningarna av artiklar om hur hur fredliga medborgare blivit jagade som vilda djur. Förbittringen riktade sig starkast mot Baltzar von Platen, som med ens blev ytterst impopulär i Norge. För honom kändes det outhärdligt att bli "nerspydd och nerspottad från alla sidor", som han skrev i ett förtroligt brev till ärkebiskop Rosenstein. Han hade redan så gott som beslutat sig för att lämna ståthållarskapet då han avled i december 1829.
På grund av det spända läget tvingades kungen gå med på att tillåta firandet av nationaldagen. Han beslutade också att riksståthållarposten därefter endast skulle besättas av norrmän.